# The Housemaid (film, 1960)
The Housemaid (하녀, Hanyeo) är en svartvit sydkoreansk film från 1960. Den regisserades av Kim Ki-young, Lee Eun-shim, Ju Jeung-nyeo och Kim Jin Kyu. Den har beskrivit som "konsensus-utvald som en av de tre bästa koreanska filmerna någonsin". Det var den första filmen i Kims Housemaid-trilogi, och följdes av Woman of Fire. En nyinspelning gjordes 2010 under ledning av regissören Im Sang-soo.

### Fotnoter
1. ↑  Paquet, Darcy (9 augusti 2006). ”Darcy's Korean Film Page - 1960s”. www.koreanfilm.org. http://www.koreanfilm.org/kfilm60s.html. Läst 8 maj 2007.